# Way Ilahan
Way Ilahan is een bestuurslaag in het regentschap Tanggamus van de provincie Lampung, Indonesië. Way Ilahan telt 2046 inwoners (volkstelling 2010).